# Denis Kavlinov
Bản mẫu:Eastern Slavic name
Denis Yuryevich Kavlinov (tiếng Nga: Денис Юрьевич Кавлинов; sinh ngày 10 tháng 1 năm 1995) là một cầu thủ bóng đá người Nga. Anh thi đấu cho F.K. Rotor Volgograd.

## Sự nghiệp câu lạc bộ
Anh có màn ra mắt tại Giải bóng đá chuyên nghiệp quốc gia Nga cho F.K. Krasnodar-2 vào ngày 4 tháng 8 năm 2013 trong trận đấu với FC Druzhba Maykop.